# Strigopidae

Fylogenetische stamboom van de Strigopidae

De Strigopidae zijn een familie van papegaai-achtigen (Psittaciformes). De familie heeft twee geslachten: Nestor en Strigops. De kea hoort tot het geslacht Nestor, de kakapo hoort tot het geslacht Strigops. Daarnaast waren er twee soorten die zijn uitgestorven in historische tijden, de Norfolkkaka (Nestor productus) en mogelijk de Chatham-eilandkaka (Nestor chathamensis).
Alle soorten zijn (of waren) endemische soorten in Nieuw-Zeeland en de omliggende eilanden in de Grote Oceaan, zoals de Chathameilanden, Norfolk en Phillipeiland. De namen kea, kaka en kakapo komen uit het Maori.
De kakapo, de kea en de kaka (beide ondersoorten) zijn bedreigde diersoorten. Het uitsterven en de achteruitgang in aantal van de overgebleven drie soorten worden veroorzaakt door menselijke activiteiten. Zo importeerden de Europese kolonisten varkens, katten, hermelijnen, ratten en de voskoesoe (Trichosurus vulpecula, een buideldier uit Australië). Deze dieren vraten de eieren van de op de grond broedende vogels. Bovendien, werd op de vogels gejaagd omdat ze schadelijk waren voor de landbouw, of om op te eten. Verder worden deze vogelsoorten bedreigd door aantasting van hun leefgebied..

## Taxonomie
Bij de familie zijn drie levende en twee uitgestorven soorten ingedeeld:
- Geslacht Strigops Gray, GR, 1845
  - Strigops habroptilus Gray, GR, 1845 – Kakapo
- Geslacht Nestor Lesson, 1830
  - Nestor notabilis Gould, 1856 – Kea
  - Nestor meridionalis (Gmelin, JF, 1788) – Kaka
  - † Nestor productus (Gould, 1836) – Norfolkkaka
  - † Nestor chathamensis – Chatham-eilandkaka